# 수도권 (파푸아뉴기니)

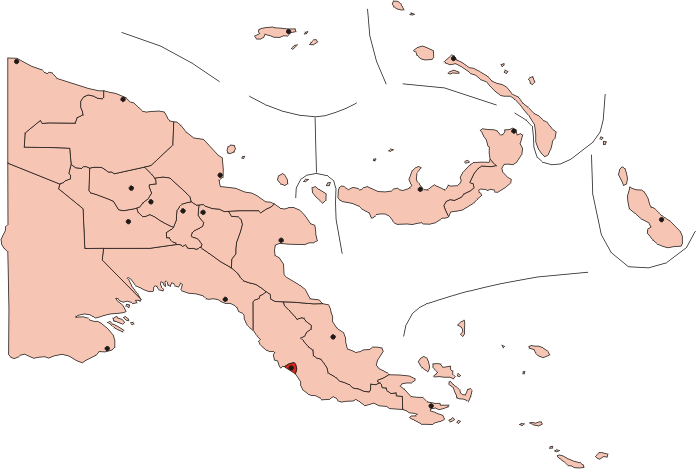
수도권

수도권(National Capital District)은 파푸아뉴기니의 행정 구역으로 파푸아뉴기니의 수도인 포트모르즈비와 주변 지역을 포함한다. 면적은 240km2, 인구는 254,158명(2000년 기준)이다. 중앙 주에 둘러싸여 있지만 법적으로 중앙 주의 일부는 아니다.